# The '?' Motorist
The '?' Motorist er en britisk stumfilm fra 1906 af Walter R. Booth.